# Altstadt-Lehel
Altstadt-Lehel è uno dei distretti in cui è suddivisa la città di Monaco di Baviera, in Germania. Viene identificato col numero 1.

## Geografia fisica
Il distretto copre il centro storico della città, con le zone dell'Altstadt e Lehel.

### Suddivisione
Il distretto è suddiviso amministrativamente in 6 quartieri (Bezirksteile):
1. Graggenauer Viertel
2. Angerviertel
3. Hackenviertel
4. Kreuzviertel
5. Lehel
6. Englischer Garten Süd